# 千葉県道199号馬橋停車場線
千葉県道199号馬橋停車場線（ちばけんどう199ごう まばしていしゃじょうせん）は、千葉県松戸市の常磐線馬橋駅と国道6号を結ぶ一般県道である。

## 路線データ
- 起点：千葉県松戸市馬橋 常磐線馬橋駅
- 終点：千葉県松戸市馬橋 馬橋駅入口交差点（国道6号交点）[1]
- 総延長：*.* km（東葛飾土木事務所管内：*.* km）
- 重用延長：*.* km（東葛飾土木事務所管内：*.* km）
- 未供用延長：なし（東葛飾土木事務所管内：*.* km）
- 実延長：443m（東葛飾土木事務所管内：443m[2]）

## 交差・接続する道路
- 国道6号（終点）